# Walter Tevis
Walter Stone Tevis (28 de febrero de 1928 - 9 de agosto de 1984) fue un novelista y escritor de relatos cortos estadounidense. Sus libros sirvieron de inspiración para tres películas y una serie de televisión.

## Biografía

### Primeros años
Nació en San Francisco, California. De niño se crio en el distrito Sunset de San Francisco, cerca del océano y del Parque del Golden Gate. Cuando tenía diez años de edad, sus padres lo internaron en una clínica por un año mientras regresaban a Kentucky, en donde les habían otorgado unas tierras en el condado de Madison. A los once años de edad, Walter viajó solo a través del país para reencontrarse con su familia.

### Segunda Guerra Mundial y Kentucky
Sobre el final de la Segunda Guerra Mundial, con diecisiete años de edad, sirvió en el Pacífico como ayudante de la Marina en el USS Hamilton. Después de haber obtenido la baja, se graduó de la Escuela Secundaria Modelo en 1945 y entró a la Universidad de Kentucky donde obtuvo su título en literatura inglesa y estudió con A. B. Guthrie Jr., autor de la novela The Big Sky. Mientras estudiaba allí trabajó en un salón de pool y publicó una historia sobre ese juego para la clase de Guthrie. 
Después de la graduación, se desempeñó como escritor para la Kentucky Highway Department e impartió clases de ciencias, de inglés y de educación física en las escuelas secundarias de los suburbios de Kentucky (Science Hill, Hawesville, Irvine y Carlisle). Más tarde comenzó a trabajar en la Universidad del Norte de Kentucky. Contrajo matrimonio con su primera esposa, Jamie Griggs, en 1957, y permanecieron juntos durante veintisiete años.

## Carrera

### Revistas
Tevis escribió más de dos docenas de relatos cortos para varias revistas. "The Big Hustle", su historia sobre el pool para Collier's (5 de agosto de 1955), fue ilustrada por Denver Gillen. También publicó cuentos en The American Magazine, Bluebook, Cosmopolitan, Esquire, Galaxy Science Fiction, Playboy, Redbook y The Saturday Evening Post. 

### Novelas
Después de su primera novela, The Hustler (Harper & Row, 1959), escribió The Man Who Fell to Earth, publicada en 1963 por Gold Medal Books. Dio clases de literatura inglesa y de escritura creativa en la Universidad de Ohio (en Athens, Ohio) entre 1965 y 1978, donde recibió un Máster en Bellas Artes (MFA).
Mientras enseñaba en la Universidad de Ohio, Tevis se dio cuenta de que el nivel literario de los estudiantes estaba bajando de manera alarmante. Esta observación le dio la idea para Mockingbird (1980, publicada en español por Editorial Impedimenta en 2022), ambientada en una Nueva York lúgubre del siglo XXV. En la obra, la población decae, nadie sabe leer, y los robots gobiernan a los desorientados humanos. Dado que la tasa de nacimientos es muy baja, el fin de la especie se presenta como una posibilidad. Tevis fue nominado al premio Nébula en la categoría de mejor novela en 1980 por Mockingbird. Durante una de sus últimas entrevistas televisadas, reveló que la PBS había planeado en una ocasión crear una producción de Mockingbird como continuación de su película The Lathe of Heaven, de 1979.
Tevis también escribió la novela de ciencia ficciónThe Steps of the Sun (1983. Las huellas del Sol, Impedimenta, 2024) y The Queen's Gambit (1983). Sus relatos cortos fueron publicados en la colección Far from Home (Doubleday, 1981). En The Man Who Fell to Earth se describen varios aspectos de la infancia de Tevis, como nota James Sallis en el Boston Globe:

En la superficie, The Man Who Fell to Earth es la historia de un extraterrestre que viene a la Tierra para salvar a su propia civilización y, debido a la adversidad, las distracciones y la pérdida de fe ("Lo deseo... pero no lo suficiente"), falla. Apenas bajo la superficie, puede leerse como propio del convencionalismo de la década de 1950 y de la Guerra Fría. Entre muchas otras cosas es, según Tevis, "una autobiografía muy disfrazada", la historia de su partida cuando era niño de San Francisco, "la ciudad de la luz", hacia la rural Kentucky, y la enfermedad de su infancia que lo confinó al reposo, dejándolo, ya recuperado, débil, frágil y apartado. La novela también se trató (como se dio cuenta el autor una vez que la hubo terminado) de su transformación en un alcohólico. Más allá de eso, es, por supuesto, una parábola cristiana, y el retrato de un artista. Es, finalmente, uno de los libros más desalentadores que conozco, un relato de gran ambición y terribles fallas, y una evocación de la absoluta e irremediable soledad humana.

### Adaptaciones cinematográficas o televisivas
Tres de sus seis novelas fueron la inspiración para las películas homónimas. El buscavidas (The Hustler) y El color del dinero (El color del dinero) (1984) mostraron las aventuras del buscavidas ficticio "Fast Eddie" Felson. The Man Who Fell to Earth (El hombre que vino de las estrellas) fue llevada al cine en 1976 por Nicolas Roeg con David Bowie y nuevamente en 1987 como una película para televisión.
En 2020 fue estrenada en la plataforma Netflix la serie Gambito de dama, adaptación de su novela The Queen's Gambit.
Miembro del Authors Guild, Tevis pasó sus últimos años en la ciudad de Nueva York dedicándose completamente a sus actividades como escritor. Falleció allí de cáncer de pulmón en 1984 y sus restos descansan en Richmond, Kentucky. Sus libros han sido traducidos al francés, alemán, italiano, español, portugués, neerlandés, danés, sueco, noruego, finés, islandés, griego, eslovaco, serbocroata, hebreo, turco, japonés y tailandés. En 2003, Jamie Griggs Tevis publicó su autobiografía, My Life with the Hustler. Falleció el 4 de agosto de 2006. Su segunda esposa, Eleanora Tevis, es la representante de los derechos de autor de Tevis.

## Obras

### Novelas
| Año  | Título                                                                                           |
| ---- | ------------------------------------------------------------------------------------------------ |
| 1959 | The Hustler (El buscavidas)                                                                      |
| 1963 | The Man Who Fell to Earth (El hombre que vino de las estrellas o El hombre que cayó a la Tierra) |
| 1980 | Mockingbird (Sinsonte o El pájaro burlón)                                                        |
| 1983 | The Steps of the Sun (Las huellas del Sol)                                                       |
| 1983 | The Queen's Gambit (Gambito de Dama o Gambito de Reina)                                          |
| 1984 | The Color of Money (El color del dinero)                                                         |

### Colecciones
- Far from Home, 1981

### Relatos cortos
Algunos de estos relatos volvieron a imprimirse en 1981 en la colección Far from Home:
- "The Best in the Country", Esquire, noviembre de 1954.
- "The Big Hustle", Collier's, 5 de agosto de 1955.
- "Misleading Lady", The American Magazine, octubre de 1955.
- "Mother of the Artist", Everywoman's, 1955.
- "The Man from Chicago", Bluebook, enero de 1956.
- "The Stubbornest Man", The Saturday Evening Post, 19 de enero de 1957. John Bull (Londres), 29 de junio de 1957. Familie Journal (Copenhague), septiembre de 1957.
- "The Hustler" (título original, "The Actors"), Playboy
- "Operation Gold Brick", If, junio de 1957 (alias "The Goldbrick").
- "The IFTH of OOFTH", Galaxy, abril de 1957
- "The Big Bounce", Galaxy, febrero de 1958.
- "Sucker's Game", Redbook, agosto de 1958.
- "First Love", Redbook, agosto de 1958.
- "Far From Home", The Magazine of Fantasy & Science Fiction, diciembre de 1958.
- "Alien Love" (título del autor: "The Man from Budapest"), Cosmopolitan, enero de 1959.
- "A Short Ride in the Dark", Toronto Star Weekly Magazine, 4 de abril de 1959.
- "Gentle Is the Gunman", The Saturday Evening Post, 13 de agosto de 1960.
- "The Other End of the Line", The Magazine of Fantasy & Science Fiction, noviembre de 1961.
- "The Machine That Hustled Pool", Nugget, febrero de 1961.
- "The Scholar's Disciple", College English, octubre de 1969.
- "The King Is Dead", Playboy, septiembre de 1973.
- "Rent Control", Omni, octubre de 1979.
- "The Apotheosis of Myra", Playboy, julio de 1980.
- "Echo", The Magazine of Fantasy & Science Fiction, octubre de 1980.
- "Out of Luck", Omni, noviembre de 1980.
- "Sitting in Limbo", Far from Home, 1981.
- "Daddy", Far from Home, 1981.
- "A Visit from Mother", Far from Home, 1981.

### Antologías selectas
- The Kentucky Anthology: Extracto de The Color of Money
- Home and Beyond: An Anthology of Kentucky Short Stories: "Rent Control"